# لوندرینا
لوندرینا (به پرتغالی: Londrina) یکی از شهرهای برزیل واقع در شمال ایالت پارانا این کشور است. جمعیت این شهر بر پایه آمار سال ۲۰۰۹ برابر با ۵۱۰٬۷۰۷ نفر و مساحتش ۱٬۶۵۰ کیلومتر مربع است.

## جمعیت‌شناسی
این شهر را به دلیل کار آفرینان بریتانیایی که به منظور حمل و نقل دانه‌های قهوه از شمال پارانا و ساحل جنوبی سائوپائولو به بندر سانتوس ایستگاه‌های راه‌آهن را در منطقه راه اندازی کرده‌اند به لوندرینا به معنای لندن نامگذاری کردند.
جمعیت این شهر شامل نسلی از مهاجران، عمدتاً از انگلستان و اسکاتلند و به علاوه پرتغالی، ژاپنی، ایتالیایی، آلمانی، لهستانی، آفریقایی، اسپانیایی و بومی‌ها می‌شود.